# Interkontinentala supercupen 1968/1969
Interkontinentala supercupen 1968/1969 var den första upplagan av Interkontinentala supercupen som avgjordes i en avgörande match, mellan de europeiska mästarna av Interkontinentala cupen och de sydamerikanska mästarna i Recopa Sudamericana (samtliga lag hade varit mästare i Interkontinentala cupen).

## Kvalificering

### Recopa Sudamericana 1968
| Nr | Lag     | S | V | O | F | GM | IM | MS | P |
| -- | ------- | - | - | - | - | -- | -- | -- | - |
| 1  | Santos  | 4 | 3 | 0 | 1 | 6  | 5  | +1 | 6 |
| 2  | Peñarol | 4 | 2 | 1 | 1 | 7  | 2  | +5 | 5 |
| 3  | Racing  | 4 | 0 | 1 | 3 | 3  | 9  | −6 | 1 |

|  | 13 november, 1968 | Peñarol                           | 3 – 0   | Racing | Estadio Centenario                                  |                                                     |
|  |                   | Rocha 38′ Spencer 58′ Carrera 84′ | (1 – 0) |        | Montevideo Domare: Romualdo Arppi Filho (Brasilien) | Montevideo Domare: Romualdo Arppi Filho (Brasilien) |
|  |                   |                                   |         |        | Montevideo Domare: Romualdo Arppi Filho (Brasilien) | Montevideo Domare: Romualdo Arppi Filho (Brasilien) |
|  |                   |                                   |         |        | Montevideo Domare: Romualdo Arppi Filho (Brasilien) | Montevideo Domare: Romualdo Arppi Filho (Brasilien) |

|  | 19 november, 1968 | Santos           | 2 – 0   | Racing | Estádio Parque Antárctica                  |                                            |
|  |                   | Pelé 35′ Edu 57′ | (1 – 0) |        | São Paulo Domare: Esteban Marino (Uruguay) | São Paulo Domare: Esteban Marino (Uruguay) |
|  |                   |                  |         |        | São Paulo Domare: Esteban Marino (Uruguay) | São Paulo Domare: Esteban Marino (Uruguay) |
|  |                   |                  |         |        | São Paulo Domare: Esteban Marino (Uruguay) | São Paulo Domare: Esteban Marino (Uruguay) |

|  | 21 november, 1968 | Santos        | 1 – 0   | Peñarol | Maracanã                                             |                                                      |
|  |                   | Clodoaldo 68′ | (0 – 0) |         | Rio de Janeiro Domare: Aurelio Bossolino (Argentina) | Rio de Janeiro Domare: Aurelio Bossolino (Argentina) |
|  |                   |               |         |         | Rio de Janeiro Domare: Aurelio Bossolino (Argentina) | Rio de Janeiro Domare: Aurelio Bossolino (Argentina) |
|  |                   |               |         |         | Rio de Janeiro Domare: Aurelio Bossolino (Argentina) | Rio de Janeiro Domare: Aurelio Bossolino (Argentina) |

|  | 16 april, 1969 | Racing            | 2 – 3   | Santos                                   | Estadio Juan Domingo Perón                      |                                                 |
|  |                | da Silva 10′, 87′ | (1 – 0) | Toninho Guerreiro 47′, 52′ Negreiros 88′ | Avellaneda Domare: Armando Pena Rocha (Uruguay) | Avellaneda Domare: Armando Pena Rocha (Uruguay) |
|  |                |                   |         |                                          | Avellaneda Domare: Armando Pena Rocha (Uruguay) | Avellaneda Domare: Armando Pena Rocha (Uruguay) |
|  |                |                   |         |                                          | Avellaneda Domare: Armando Pena Rocha (Uruguay) | Avellaneda Domare: Armando Pena Rocha (Uruguay) |

|  | 19 april, 1969 | Peñarol                               | 3 – 0 | Santos | Estadio Centenario                            |                                               |
|  |                | Ramos ?′ (sjm.) Rocha 56′, 70′ (str.) |       |        | Montevideo Domare: Guillermo Nimo (Argentina) | Montevideo Domare: Guillermo Nimo (Argentina) |
|  |                |                                       |       |        | Montevideo Domare: Guillermo Nimo (Argentina) | Montevideo Domare: Guillermo Nimo (Argentina) |
|  |                |                                       |       |        | Montevideo Domare: Guillermo Nimo (Argentina) | Montevideo Domare: Guillermo Nimo (Argentina) |

|  | 22 maj, 1969 | Racing       | 1 – 1   | Peñarol           | Estadio Juan Domingo Perón                          |                                                     |
|  |              | da Silva 44′ | (1 – 1) | Basile 12′ (sjm.) | Avellaneda Domare: Arnaldo Cézar Coelho (Brasilien) | Avellaneda Domare: Arnaldo Cézar Coelho (Brasilien) |
|  |              |              |         |                   | Avellaneda Domare: Arnaldo Cézar Coelho (Brasilien) | Avellaneda Domare: Arnaldo Cézar Coelho (Brasilien) |
|  |              |              |         |                   | Avellaneda Domare: Arnaldo Cézar Coelho (Brasilien) | Avellaneda Domare: Arnaldo Cézar Coelho (Brasilien) |

### Europeiska kvalspelet
Internazionale från Italien hade vunnit Interkontinentala cupen 1964 och 1965. Real Madrid från Spanien hade vunnit Interkontinentala cupen 1960. Lagen var planerade att spela en match mot varandra för att avgöra vem som skulle representera Europa i finalen mot segraren ur det sydamerikanska kvalspelet. Real Madrid drog sig ur och Internazionale fick spela mot Santos i finalen.

## Final
| 1 | 24 juni 1969 | Internazionale | 0 – 1           | Santos                | San Siro                                                                      |                                                                               |
|   |              |                | (0 – 0) Rapport | Toninho Guerreiro 57′ | Milano, Italien Publik: 44 774 Domare: José Mario Ortiz de Mendibil (Spanien) | Milano, Italien Publik: 44 774 Domare: José Mario Ortiz de Mendibil (Spanien) |
|   |              |                |                 |                       | Milano, Italien Publik: 44 774 Domare: José Mario Ortiz de Mendibil (Spanien) | Milano, Italien Publik: 44 774 Domare: José Mario Ortiz de Mendibil (Spanien) |
|   |              |                |                 |                       | Milano, Italien Publik: 44 774 Domare: José Mario Ortiz de Mendibil (Spanien) | Milano, Italien Publik: 44 774 Domare: José Mario Ortiz de Mendibil (Spanien) |

| 2 |  | Santos                         | Walk over | Internazionale                   | Maracanã       |                |
|   |  | Santos mästare efter walk over |           | Internazionale lämnade walk over | Rio de Janeiro | Rio de Janeiro |
|   |  |                                |           |                                  | Rio de Janeiro | Rio de Janeiro |
|   |  |                                |           |                                  | Rio de Janeiro | Rio de Janeiro |